# 록맨 제로 (비디오 게임)
《록맨 제로》(ロックマン ゼロ)는 인티 크리에이츠가 개발하고 캡콤이 배급한 게임보이 어드밴스 비디오 게임이다. 록맨 제로 시리즈의 첫 작품으로, 2002년 4월 26일 일본서 처음 출시됐다. 북미 및 유럽 지역에선 《메가맨 제로》(Mega Man Zero)라는 제목으로 출시됐다.
록맨 제로는 록맨 X 시리즈 사건 이후 100년 후의 지구를 무대로 한다. 한 세기 동안 깊은 수면에 빠져있었던 전설의 레플로이드 제로가 이야기의 주인공으로, 자신을 깨운 과학자 시엘와 반란군을 도와 그들을 포함한 휴머노이드들을 말살하려는 자칭 유토피아 도시 네오 아카디아에 맞서는 내용을 다뤘다. 록맨 제로는 오리지널 록맨 시리즈와 록맨 X 시리즈와 마찬가지로 액션 플랫포머 구조를 따라가나, 시리즈 독자적인 요소들을 갖췄다. 가장 큰 차이점은 플레이어가 임의의 순서로 스테이지를 선택할 수 있었던 기존의 방식을 폐지한 점으로, 대신에 작은 지역끼리 연결된 거대한 맵을 배경으로 특정 임무를 수행하고 경험치를 획득하는 부분적인 롤플레잉 구조를 차용했다. 또한 플레이어는 게임 내에서 발견되는 '사이버엘프'를 장비함으로써 특별한 능력을 창착할 수 있다.
발매 당시 록맨 제로는 기존 록맨 프렌차이즈를 비튼 게임플레이 요소와 흥미로운 이야기로 당시 지면들로부터 긍정적인 반응을 얻었으나, 플레이어에게 지나치게 불친절한 난이도가 지적받았다. 호의적인 판매량 덕택에 이후 같은 기종으로 직접적인 후속작이 세 편 발매됐다.

## 록맨 제로의 보스 일람
블리자크 스태그로프 사슴 형태의 레프리로이드
마하 가네샤리프 가네샤 형태의 레프리로이드
헤라클리우스 앵커루스 장수풍뎅이 형태의 레프리로이드
쿠와거스트 앙카투스 사슴벌레 형태의 레프리로이드
하누마신 원숭이 형태의 레프리로이드

## 평가
《록맨 제로》는 대체적으로 긍정적인 평가를 받았다.